# Boris Groys

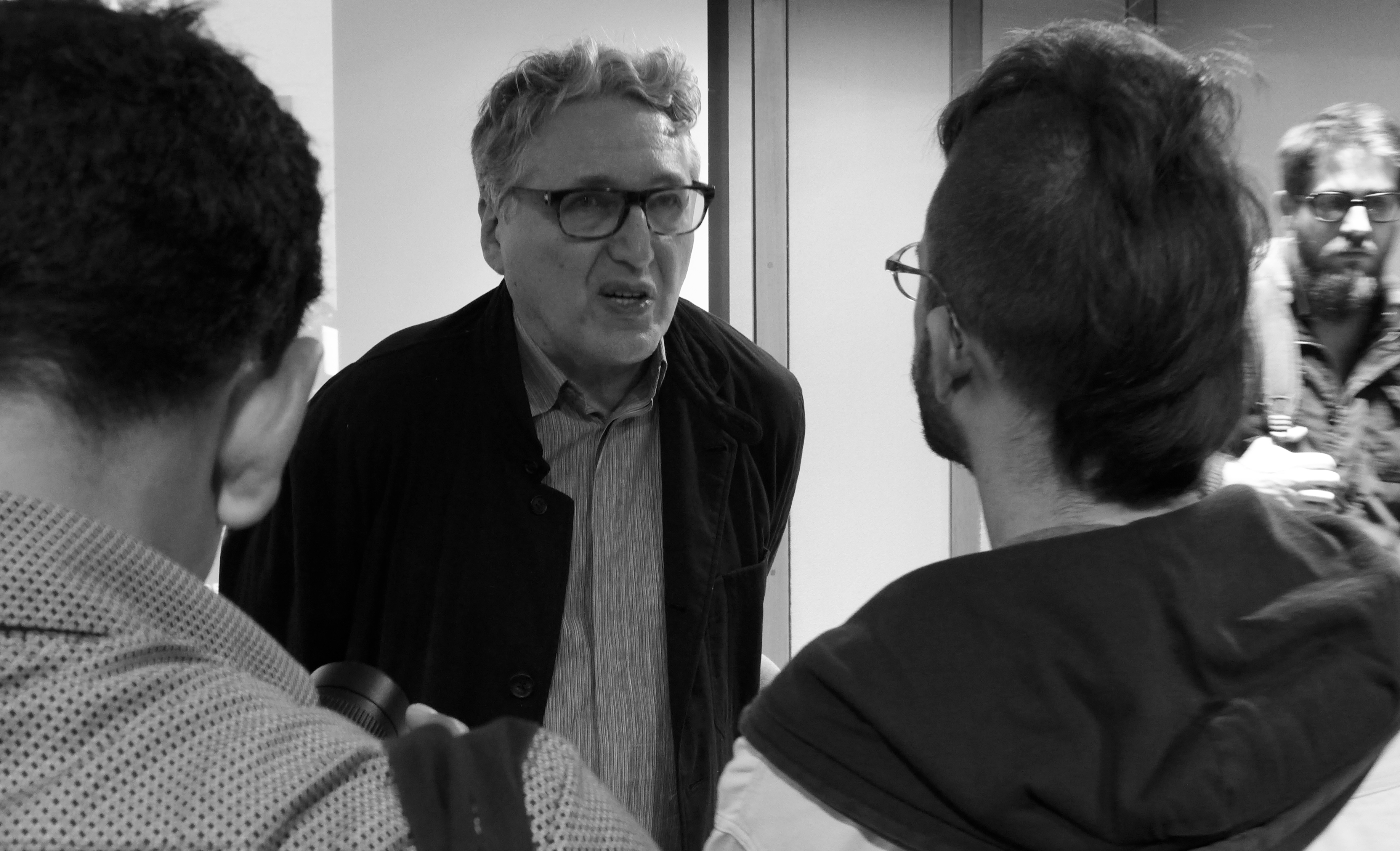
Boris Groys conversando con los estudiantes después de presentar una ponencia en la Pontificia Universidad Católica del Perú.

Boris Groys (Berlín Este, 1947-) es un pensador y escritor alemán que vivió en Rusia hasta el principio de los años 1980. Imparte docencia en la Staatliche Hochschule für Gestaltung de Karlsruhe. Sus trabajos orientados al arte moderno y contemporáneo son fruto de una reflexión sobre la modernidad, la posmodernidad y la cuestión del sujeto. Su obra es un diálogo con los textos de distintos filósofos contemporáneos como Derrida y Baudrillard.

## Biografía
Boris Groys nació en 1947 en Berlín (Este). Estudió filosofía y matemáticas en la universidad de Leningrado. Su carrera comienza con un puesto de ayudante en esta ciudad y más tarde enseñó lingüística en Moscú. Abandonó la Unión Soviética en 1981 y se asentó en la República Federal Alemana.
A partir de 1992 enseñó filosofía en la Universidad de Münster y fue nombrado profesor invitado en Filadelfia (1988) y Los Ángeles (1991). Posteriormente 1994 enseñó teoría de los medios de comunicación y filosofía en la Staatliche Hochschule für Gestaltung de Karlsruhe. Esta escuela estaba dirigida por el filósofo Peter Sloterdijk.
Los trabajos de Groys sobre el arte en Rusia le han valido un reconocimiento, pero también numerosas críticas. Se le reprocha haber transformado a los vanguardistas en posiciones avanzadas del estalinismo.
Fuera de la actividad estrictamente filosófica, Boris Groys escribe en la revista de cine Znitte y participó en una entrevista con el cineasta David Lynch para la exposición de la fundación Cartier.
También ha sido comisario de exposiciones y es autor de la instalación de vídeo The art judgement show y de una película-ensayo.

## El Stalin artista
Los vanguardistas rusos estuvieron involucrados en los primeros movimientos bolcheviques. Lejos de ser progresistas, buscaban ir más rápido que la modernidad mediante su neutralización. Las luchas internas para conquistar el poder constituyeron una fuente de inquietud para las políticas que desconfiaban de estos intelectuales. Finalmente, el dominio artístico penetró el ámbito político, es decir bajo la dirección del Partido. El realismo socialista no hizo más que realizar el sueño de estos vanguardistas, que era obtener el poder demiúrgico.
Stalin y sus compañeros de ruta modelaron de esta manera el mundo como ellos lo entendían y realizaron "milagros cotidianos", aboliendo así la frontera entre la vida y el arte. Toda obra autorizada se convirtió en una realización del socialismo. Más que los cuadros de caballete, es el mausoleo de Lenin su realización emblemática. Groys lo asimila a un readymade comparable al de Marcel Duchamp.
Los artistas del postestalinismo tuvieron que posicionarse de cara a la utopía, a la dificultad de zafarse sin recaer en un plan de salida definitiva de la Historia.
Los trabajos de Iliá Kabakov, Vitali Kómar y Aleksandr Melamid y las obras literarias de Dmitri Prígov se inscriben en una demostración irónica que consiste en sobreactuar el estalinismo mezclando todos los códigos, inclusive los del kitsch estalinista cuya existencia niegan otros artistas, pensando haber alcanzado la etapa definitiva de la historia. La deriva de este "sots-art" (Sots Art) es comparable en ciertos elementos al de los artistas postmodernos del pop-art.

## Economía de la novedad
En otros tiempos, para ser aceptado en los archivos culturales había que perpetuar la tradición. A partir de la era de la reproducción técnica, tal y como la describe Walter Benjamin, es la novedad la que condiciona la admisión. Esta admisión se basa en la capacidad de sumergirse en el campo de lo que es digno de ser pintado, cantado, escrito o expuesto, elementos juzgados como demasiado banales, desprovistos de profundidad o privados de sentido. De esta manera el arte bruto reconoce un valor en las pinturas realizadas por los marginados. Se crean lugares de conservación y se forman nuevas jerarquías. Los museos se ven así como una especie de "bancos de valores culturales".
La cuestión del valor de la obra no puede hallar respuesta más que en el estudio de las comparaciones. Las comparaciones entre lo que ya está en los archivos y lo que aspira a estarlo.
La originalidad de este modo de lectura reside en una distancia que se toma respecto a las teorías del poder concebidas por la sociología, o incluso los enfoques que sitúan a la obra en una dimensión oculta y velada.
Por lo demás, el análisis no disocia a la obra de la crítica que la acompaña, ya que también ella aspira al reconocimiento y a la conservación.

## Economía de la sospecha
En el Unter Verdacht, el punto de vista es externo. No se sitúa en el interior del dominio cultural, sino en el espacio externo, el de los medios de comunicación que vehiculan el archivo. Se pregunta ante todo por la sospecha. Se trata de un estudio fenomenológico en la medida en que la sospecha no es ni el objeto de la sospecha ni el sujeto que se cierne sobre el objeto: hay que elegir uno de los dos, según el principio de la época husserliana. Groys tiene en cuenta todos los objetos de sospecha, distinguiendo los que dejan el tiempo para aplicar el análisis y la investigación de los que necesitan una reacción rápida ante el peligro. El marginado es un ejemplo típico.
Para comprender la sospecha conectada con los medios de comunicación hace falta partir desde el origen de esta palabra: el médium. En la tradición espiritista se trata de aquel que "se muestra precisamente porque no se muestra". Alguien habla a través de un muerto, es el portador del mensaje. Es sobre este médium que se focalizan las sospechas porque se le supone no ser el verdadero mensaje. Pero es también esta visión incrédula la que le hace existir. Así, los medios de comunicación y su mensaje dependen de este aspecto. La función de la crítica es pues la de reforzar la estabilidad y la credibilidad del sistema de archivo-medios de comunicación. Esto es por lo que las reacciones circulan libremente y son cuidadosamente archivadas.

## Lista de publicaciones

### Ediciones en español
- Groys, Boris (2008). Arte y terrorismo. Brumaria. ISBN 978-84-612-8263-0.
- Groys, Boris (2008). Bajo sospecha: una fenomenología de los medios. Editorial Pre-Textos. ISBN 978-84-8191-895-3.
- Fontán del Junco, Manuel; Hollein, Max; Groys, Boris (2008). La ilustración total: arte conceptual de Moscú, 1970-1990. Fundación Juan March;  Editorial de Arte y Ciencia. ISBN 978-84-7075-556-9.
- Groys, Boris (2008). Obra de arte total Stalin. Editorial Pre-Textos. ISBN 978-84-8191-925-7.
- Groys, Boris (2008). Política de la inmortalidad: cuatro conversaciones con Thomas Knoefel. Katz Barpal Editores. ISBN 978-84-96859-25-8.
- Groys, Boris; Aguiriano Ecenarro, Maya; Kabakov, Ilya (1995). El puente. Sala de Exposiciones Rekalde. ISBN 978-84-88559-14-2.
- Groys, Boris (2005). Sobre lo nuevo: ensayo de una economía cultural. Editorial Pre-Textos. ISBN 978-84-8191-648-5.
- Groys, Boris (2014). Volverse Público. Editorial Caja Negra. ISBN 978-987-1622-30-6.
- Groys, Boris (2015). La posdata comunista. Cruce Casa Editora. ISBN 978-987-4563-71-2.
- Groys, Boris (2016). Arte en Flujo. Editorial Caja Negra. ISBN 978-987-1622-49-8.
- Groys, Boris (2016). Introduccion a la antifilosofia. Eterna Cadencia. ISBN 978-987-7121-00-1.
- Groys, Boris (2023). Devenir obra de arte. Editorial Caja Negra. ISBN 978-987-48623-8-9.

Obras en francés
- Staline, œuvre d’art totale, Jacqueline Chambon, 1990
- Du nouveau, essai d’économie culturelle, Jacqueline Chambon, 1995
- Politique de l’immortalité, quatre entretiens avec Thomas Knoefel, Maren Sell Éditeurs, 2005
- Le post-scriptum communiste, Maren Sell Éditeurs, 2008

Obras en ruso
- Dnevnik filosofa (Journal d'un philosophe), París 1989
- Utopia i obmen, Moscú, 1993
- Visit (Une visite), Obscuri Viri, Moscú, 1995

Obras en alemán
- Gesamtkunstwerk Stalin, Múnich 1988
- Die Kunst des Fliehens (avec Ilja Kabakov ), Múnich 1991
- Zeitgenössische Kunst aus Moskau - Von der Neo-Avantgarde zum Post-Stalinismus, Múnich 1991
- Über das Neue. Versuch einer Kulturökonomie, Munich 1992
- Fluchtpunkt Moskau (Hrsg.), Stuttgart 1994
- Die Erfindung Russlands, Múnich 1995
- Die Kunst der Installation (mit Ilja Kabakov), Múnich 1996
- Kierkegaard. Schriften (Hrsg.), Munich 1996
- Logik der Sammlung, Múnich 1997
- Unter Verdacht. Eine Phänomenologie der Medien, Múnich 2000
- Politik der Unsterblichkeit. Vier Gespräche mit Thomas Knöfel, Múnich 2002
- Im Namen des Mediums. Audio-CD, Colonia, 2004
- Das kommunistische Postskriptum, Suhrkamp, 2005,